# Jacqueline Danno
Jacqueline Danno est une actrice et chanteuse française née le 27 novembre 1931 au Havre (Seine-Inférieure) et morte le 28 novembre 2021 à Herblay-sur-Seine (Val-d'Oise).

## Biographie
De son nom complet Jacqueline Aimée Marcelle Danno, elle naît dans une famille de marins. Son identité bretonne est importante pour elle.

### Carrière
Élève du Petit Conservatoire de Mireille, elle se produit à Bobino en 1960 avec François Deguelt, puis en 1962 dans le programme de Georges Brassens. Elle double Anouk Aimée pour le chant dans Lola (1961) de Jacques Demy. En 1965, elle participe au concours de la Rose d'or d'Antibes où elle crée Non c'est rien dont Barbra Streisand interprétera la version anglaise sous le titre Free again l'année suivante. Elle se produit aussi aux États-Unis, en Pologne, en Allemagne, au Japon et en Russie.
Sous le pseudonyme de Vanessa Hachloum, elle participe à Pour en finir avec le travail (1972), album de chansons détournées par les Situationnistes, produit par Jacques Le Glou. En 2011, elle indique qu'elle ne partageait pas les idées de cet ami, alors « dans la dèche », qui avait simplement besoin d'un coup de pouce financier.
Elle mène parallèlement une importante carrière théâtrale, interprétant notamment de grands rôles tragiques (Phèdre, Andromaque entre autres), et aussi des personnages des plus divers comme dans Les Oiseaux de lune de Marcel Aymé, lors de sa création en 1955 au théâtre de l’Atelier, Noces de sang de Federico García Lorca et L'Opéra de quat'sous de Bertolt Brecht et Kurt Weill. Elle est remarquée dans le rôle-titre de Lucrèce Borgia de Victor Hugo (mise en scène de Bernard Jenny) lors des représentations données durant le Festival du Marais 1964, ce qui lui a valu, en hommage, un exceptionnel monôme du public estudiantin dans les rues de la capitale.
Elle est dirigée par Robert Hossein dans Crime et Châtiment de Dostoïevski en 1971 (repris en 1975 au théâtre de Paris et en 2001 au théâtre Marigny) et dans Les Bas-fonds de Gorki au théâtre Mogador en 1992. En 1995, on la retrouve auprès de Marc Lavoine dans la comédie musicale Cabaret, adaptée et mise en scène par Jérôme Savary, sous la direction duquel avec lequel elle joue aussi La Périchole, opéra bouffe de Jacques Offenbach, au théâtre de Chaillot en 1999.
En septembre 2006, durant cinq représentations, elle incarne la mère du héros dans Ben-Hur, le gigantesque spectacle mis en scène par Robert Hossein au Stade de France.
Au cinéma, elle a joué entre autres dans Tout le monde il est beau, tout le monde il est gentil (1972) et Moi y'en a vouloir des sous (1973) de Jean Yanne. La même année, elle interprète aux côtés de Geraldine Chaplin, le rôle d'une homosexuelle dans le film de Michel Mardore, Le Mariage à la mode. À la télévision elle est apparue dans plusieurs séries, notamment policières dont L'inspecteur Leclerc enquête (1962), Les Cinq Dernières Minutes (1975), Messieurs les jurés (1985), Les Enquêtes du commissaire Maigret (1985 et 1992) et Navarro (1998).

### Vie privée
Jacqueline Danno est la mère de la comédienne Gaëlle Billaut-Danno. Elle est la marraine du biographe franco-britannique David Bret.

#### Mort
Elle meurt le 28 novembre 2021 à Herblay-sur-Seine (Val-d'Oise), le lendemain de son 90e anniversaire.

### Engagements
Jacqueline Danno est l'une des vice-présidentes de l'Alliance francophone internationale, qui promeut la langue française à travers le monde.

## Théâtre
- 1954 : Le Médecin malgré lui de Molière, mise en scène Guy Parigot, Centre dramatique de l'Ouest
- 1955 : Les Oiseaux de lune de Marcel Aymé, mise en scène André Barsacq, théâtre de l'Atelier
- 1962 : Yerma de Federico García Lorca, mise en scène Jean Collomb, Festival de Bellac
- 1963 : Noces de sang de Federico García Lorca, mise en scène Bernard Jenny, théâtre du Vieux-Colombier
- 1964-1965 : Lucrèce Borgia de Victor Hugo, mise en scène Bernard Jenny, Hôtel de Soubise, Grand Théâtre romain Lyon, Festival de Montauban
- 1966 : Huis clos de Jean-Paul Sartre, mise en scène Michel Vitold, théâtre des Mathurins
- 1967 : Huis clos de Jean-Paul Sartre, mise en scène Michel Vitold, théâtre des Célestins
- 1967 : La Putain respectueuse de Jean-Paul Sartre, mise en scène Michel Vitold, théâtre des Célestins
- 1967 : Andromaque de Racine, mise en scène Marcelle Tassencourt, théâtre Montparnasse
- 1968 : La Terre étrangère de Jean-François Rozan, mise en scène Jacques Ardouin, théâtre des Mathurins
- 1969 : Off limits d'Arthur Adamov, mise en scène Gabriel Garran, théâtre de la Commune
- 1971 : Crime et Châtiment d'après  Fiodor Dostoïevski, mise en scène Robert Hossein, Reims
- 1972 : Les Possédés d'Albert Camus d'après Dostoïevski, mise en scène Jean Mercure, théâtre de la Ville
- 1975 : Crime et Châtiment d'après Fiodor Dostoïevski, mise en scène Robert Hossein, théâtre de Paris
- 1984 : Le Plaisir de l'amour de Robert Pouderou, mise en scène Étienne Bierry, théâtre de Poche Montparnasse
- 1995 : Cabaret, comédie musicale, mise en scène Jérôme Savary, théâtre Mogador
- 2000 : La Périchole de Jacques Offenbach, mise en scène Jérôme Savary, Théâtre national de Chaillot
- 2001 : Crime et Châtiment d'après Dostoïevski, mise en scène Robert Hossein, théâtre Marigny
- 2006 : Pour Lucrèce de Jean Giraudoux, mise en scène Odile Mallet et Geneviève Brunet, théâtre 14 Jean-Marie Serreau
- 2006 : Ben-Hur, mise en scène Robert Hossein, Stade de France
- 2006-2007 : Arsenic et vieilles dentelles de Joseph Kesselring, mise en scène Thierry Harcourt
- 2011 : Les Liaisons dangereuses d'après Pierre Choderlos de Laclos, mise en scène Régis Mardon, théâtre du Petit-Saint-Martin
- 2012 : Tartuffe de Molière, mise en scène Marion Bierry, Théâtre national de Nice, tournée

## Filmographie

### Cinéma
- 1955 : La Madone des sleepings d’Henri Diamant-Berger : Clara
- 1957 : La Garçonne de Jacqueline Audry : non créditée
- 1960 : Meurtre en 45 tours d’Étienne Périer : Florence
- 1960 : Les Fortiches de Georges Combret : Liliane
- 1961 : Ce soir ou jamais de Michel Deville : Martine
- 1961 : Lola de Jacques Demy : voix chantée d’Anouk Aimée
- 1962 : Trique, gamin de Paris de Marco de Gastyne : Séraphine
- 1964 : Hardi ! Pardaillan de Bernard Borderie : Catherine de Clèves
- 1967 : L'Inconnu de Shandigor de Jean-Louis Roy : Esther
- 1972 : L'Étrangleur de Paul Vecchiali : Monique
- 1972 : Tout le monde il est beau, tout le monde il est gentil de Jean Yanne : Maïté Plantier
- 1973 : Le Mariage à la mode de Michel Mardore : la lesbienne
- 1973 : Moi y'en a vouloir des sous de Jean Yanne : Jacqueline
- 1997 : Les Démons de Jésus de Bernie Bonvoisin : Préfontaine
- 1999 : Nag la bombe de Jean-Louis Milesi : Gisou
- 2004 : À vot' bon cœur de Paul Vecchiali : Madame Minor
- 2007 : Les Ambitieux de Catherine Corsini : Martha
- 2014 : Elle l'adore de Jeanne Herry :  Denise

### Télévision
- 1962 : L'inspecteur Leclerc enquête, série télévisée, épisode Le Prix du silence réalisé par Marcel Bluwal
- 1966 : Cinq colonnes à la une : Un festival… des festivals - Montauban, juillet 1965 de Philippe Brottet, extrait de Lucrèce Borgia de Victor Hugo, mise en scène de Bernard Jenny, réalisation de Jean-Roger Cadet : Lucrèce Borgia + participation
- 1967 : Le Fabuleux Grimoire de Nicolas Flamel, épisode de la série  Le Tribunal de l'impossible de Guy Lessertisseur : Margot
- 1970 : Les Aventures de Zadig de Claude-Jean Bonnardot
- 1970 : Sébastien et la Mary-Morgane de Cécile Aubry : Clarisse
- 1975 : Les Cinq Dernières Minutes de Claude Loursais, épisode Le Coup de pouce : Raymonde
- 1979 : Le Crime des innocents, téléfilm  de Roger Dallier : Stella Diva
- 1983 : Chantez-le moi, émission de Jean-François Kahn: elle-même
- 1985 : Messieurs les jurés, épisode L'Affaire Féchain d'Alain Franck : Roselyne Briey
- 1985 : Les Enquêtes du commissaire Maigret, épisode Maigret et le Client du samedi de Pierre Bureau : Sylvie
- 1985 : Les Enquêtes du commissaire Maigret, épisode Le Revolver de Maigret de Jean Brard
- 1989 : En cas de bonheur de Paul Vecchiali
- 1992 : Maigret, épisode Maigret et les Plaisirs de la nuit de José Pinheiro : Rose
- 1996 : L'enfant du secret : Rosa la Gitane
- 1999 : Navarro : Zia
- 2009 : Les Héritières de Harry Cleven

## Doublage

### Cinéma

#### Films
- 2000 : Un monde meilleur : Grace (Angie Dickinson)

## Discographie

### Singles
- 1959 : Le Manteau gris, 45 tours, La Voix de son maître (EGF 456)
- 1961 : L’Amour et la Guerre, 45 tours, La Voix de son maître (EGF 515)
- 1961 : Toi, maman, 45 tours, La Voix de son maître/Pathé-Marconi  (EGF 542 M)
- 1961 : Alors (Les Amants orgueilleux), 45 tours, La Voix de son maître/Pathé-Marconi (EGF 548 M)
- 1961 : Les Mouettes de Saint-Malo, Rue des vertus (R. Nyel / G. Verlor), 45 tours, La Voix de son maître (EGF 563)
- 1962 : L’Île nue, 45 tours, La Voix de son maître/Pathé-Marconi (EGF 585)
- 1962 : Friedrich, 45 tours, La Voix de son maître/Pathé-Marconi (EGF 596)
- 1963 : Quand j’étais blonde, 45 tours, La Voix de son maître/Pathé-Marconi (EGF 622)
- 1963 : Faits divers, 45 tours, La Voix de son maître/Pathé-Marconi (EGF 660)
- 1964 : Page blanche, 45 tours, La Voix de son maître/Pathé-Marconi (EGF 712)
- 1964 : Pas toi, 45 tours, La Voix de son maître (EGF 729)
- 1965 : Non… c’est rien, 45 tours, La Voix de son maître/EMI  (EGF 805)
- 1965 : Quelqu’un qui a l’air d’oublier (R. Nyel / G. Verlor) 45 tours, Decca (79 547)
- 1980 : Les Roses rouges de Dallas, 45 tours, Accord (ACX 135 028)

En 1958 et 1959, Jacqueline Danno a enregistré des compilations avec d’autres artistes chez Baccara sous les références Baccara 9.

### Albums
- 1967 : Jacqueline Danno et l'Amour, album 33 tours, Muse M 62.003 (édition canadienne)
- 1974 : Pour en finir avec le travail, album collectif 33 tours ; réédition 1998, 1 CD EPM 984582
- 1998 : Il était une fois… Édith Piaf, 1 CD M10
- 2005 : Jacqueline Danno au Théâtre du Trianon, 1 CD EPM